# Deltochilum sculpturatum
Deltochilum sculpturatum är en skalbaggsart som beskrevs av Felsche 1907. Deltochilum sculpturatum ingår i släktet Deltochilum och familjen bladhorningar. Inga underarter finns listade i Catalogue of Life.